# Sonnenhof AG Bern
Die Sonnenhof AG Bern war eine Privatklinikgruppe in Bern, Schweiz. In ihren zwei Kliniken Sonnenhofspital und Engeriedspital waren zuletzt 823 Personen und 167 Belegärzte beschäftigt. Die Klinikgruppe verfügte über 200 Betten und acht Operationssäle und deckte ein grosses Spektrum akutmedizinischer Fachgebiete ab. Zur Klinikgruppe gehörte auch das Alters- und Pflegewohnheim Engeried. Letzter Geschäftsführer war seit 1998 Peter Kappert.

## Geschichte
1907 eröffnete die Genossenschaft Privatklinik Engeried ein kleines Spital am Riedweg 11, welches 1926 erstmals erweitert wurde. 1965 erfolgte ein Neubau am Riedweg 15. Im Gebäude Riedweg 11 befinden sich heute Arztpraxen. Im Bauinventar der Stadt Bern wird es als erhaltenswert eingeschätzt.
Die Klinik Sonnenhof wurde am 1. September 1957 eröffnet und mit 112 Betten in Betrieb genommen. Als Trägerschaft wurde eine  Aktiengesellschaft durch eine Gruppe interessierter Ärzte gegründet, die Gründer waren Arnold Kappert, Jean Kohler und André Nicolet.
Die Privatklinikgruppe Sonnenhof AG Bern entstand dann im Januar 1998 durch Fusion der Klinik Sonnenhof am Ostring mit der Klinik Engeried im Neufeld-Quartier in Bern.
Per 1. Januar 2012 hat die Stiftung Lindenhof Bern die Mehrheit am Aktienkapital der Sonnenhof AG übernommen. Heute gehören bede Spitäler mit dem Lindenhofspital zur Lindenhofgruppe.